# Leper Messiah
«Leper Messiah» es la sexta canción del álbum de estudio titulado Master of Puppets del grupo musical de thrash metal Metallica, publicado en 1986. Comienza con un conteo hecho por Lars Ulrich y su batería. La letra trata principalmente de una crítica muy mordaz a las "religiones" o sectas que salen haciéndose publicidad en los medios.

## Créditos
- James Hetfield: Voz y guitarra rítmica.
- Kirk Hammett: Guitarra líder.
- Cliff Burton: Bajo eléctrico y coros.
- Lars Ulrich: Batería y percusión.